# Grzegorz Dziuk
Grzegorz Dziuk (ur. 11 kwietnia 1969 w Zabrzu) – polski piłkarz, w latach 1991–2007 występujący na pozycji obrońcy. W latach 90. XX wieku rozegrał 88 meczów dla Górnika Zabrze w najwyższej klasie rozgrywkowej. Obecnie nauczyciel wychowania fizycznego w Zespole Szkół nr 17 w Zabrzu.